# Ecorregión terrestre pampas húmedas
La ecorregión terrestre pampas húmedas (en inglés Wet Pampas) (NT0803) es una georregión ecológica que se extiende por las llanuras y sierras bajas del centro-este de la Argentina. Se la incluye entre los pastizales, sabanas, y matorrales templados del neotrópico de la ecozona Neotropical.
Geográficamente, se sitúa en el sector central de la región pampeana, la cual es mucho más amplia, cubriendo enormes áreas que están incluidas en otras ecorregiones, las del oeste en la ecorregión terrestre pampas semiáridas, y las del norte en la ecorregión terrestre sabana uruguayense.

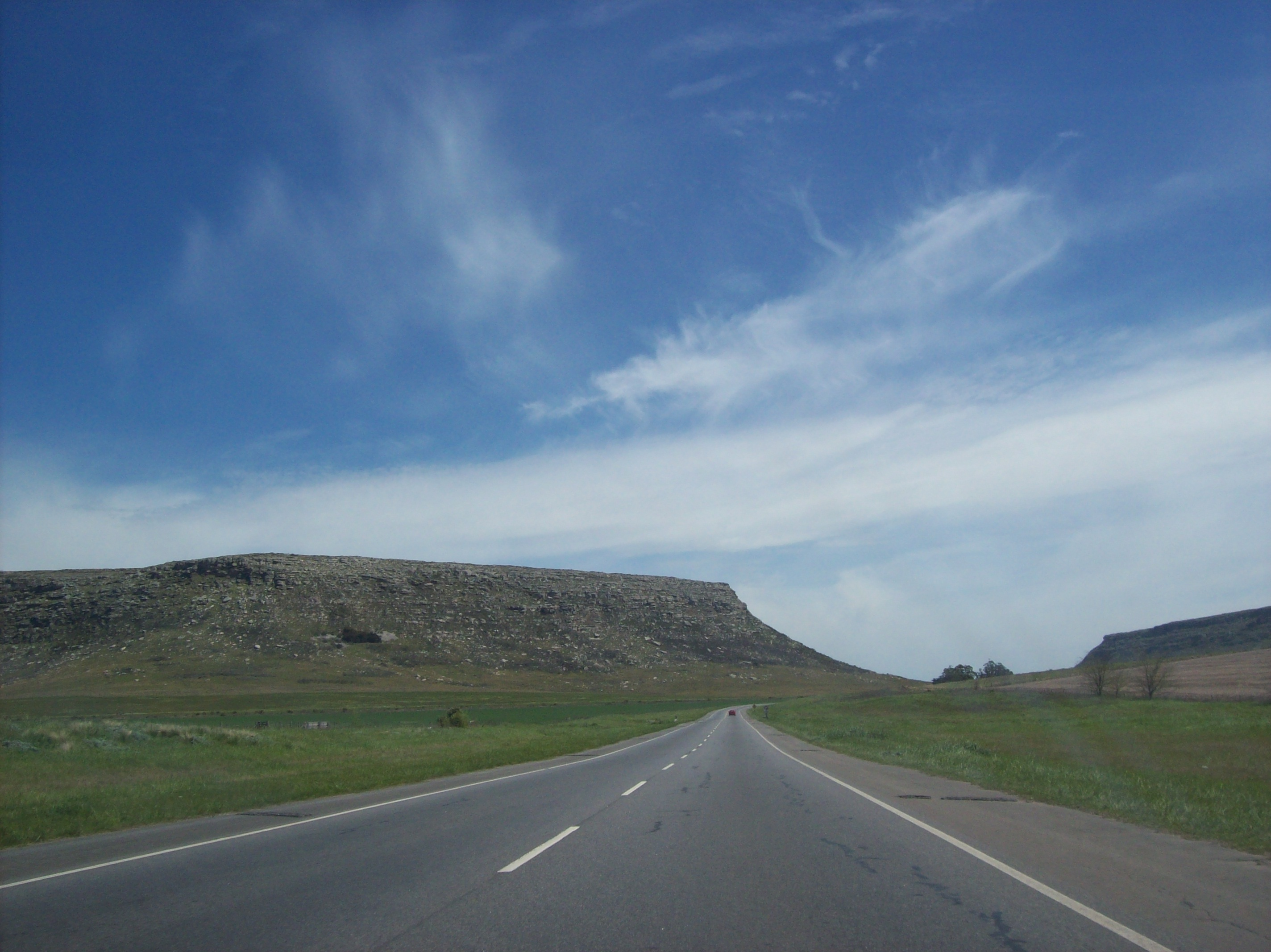
La Ruta Nacional 226 rodeada de sierras del sistema de Tandilia en Puerta del Abra, Partido de Balcarce; hábitat incluido en esta ecorregión

## Distribución

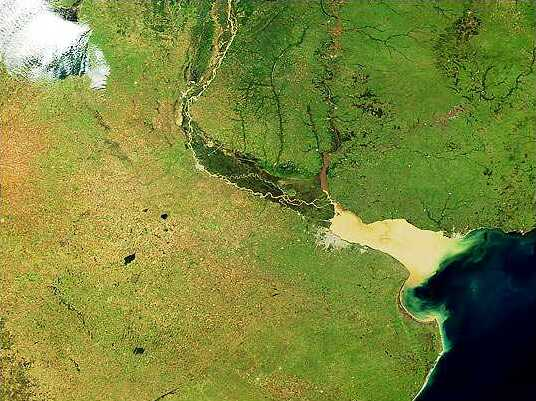
Foto satelital donde se observa casi toda el área cubierta por esta ecorregión.

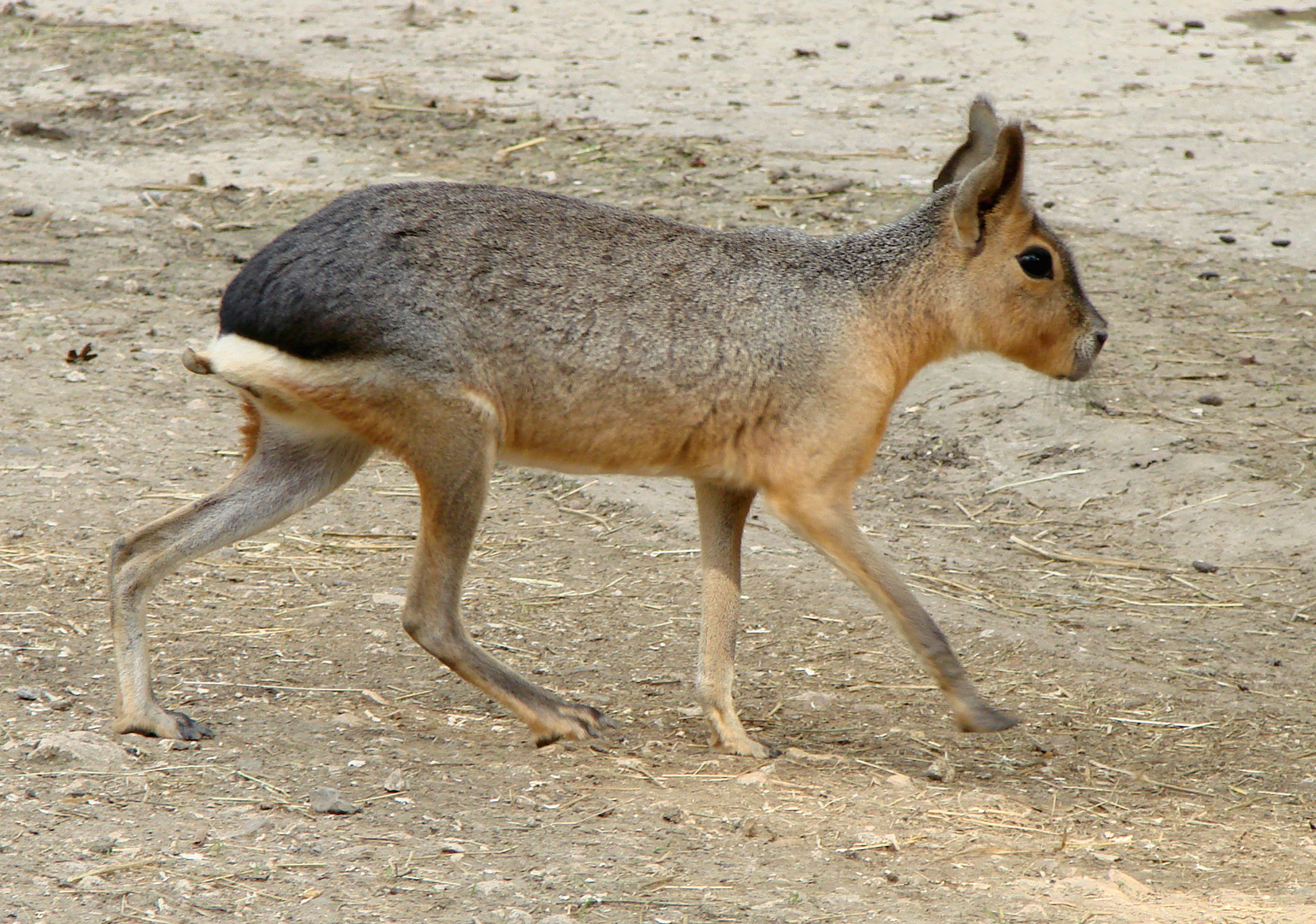
La mara era una especie común en lomadas no inundables del sector central de esta ecorregión, hoy muy rara, casi extinta.

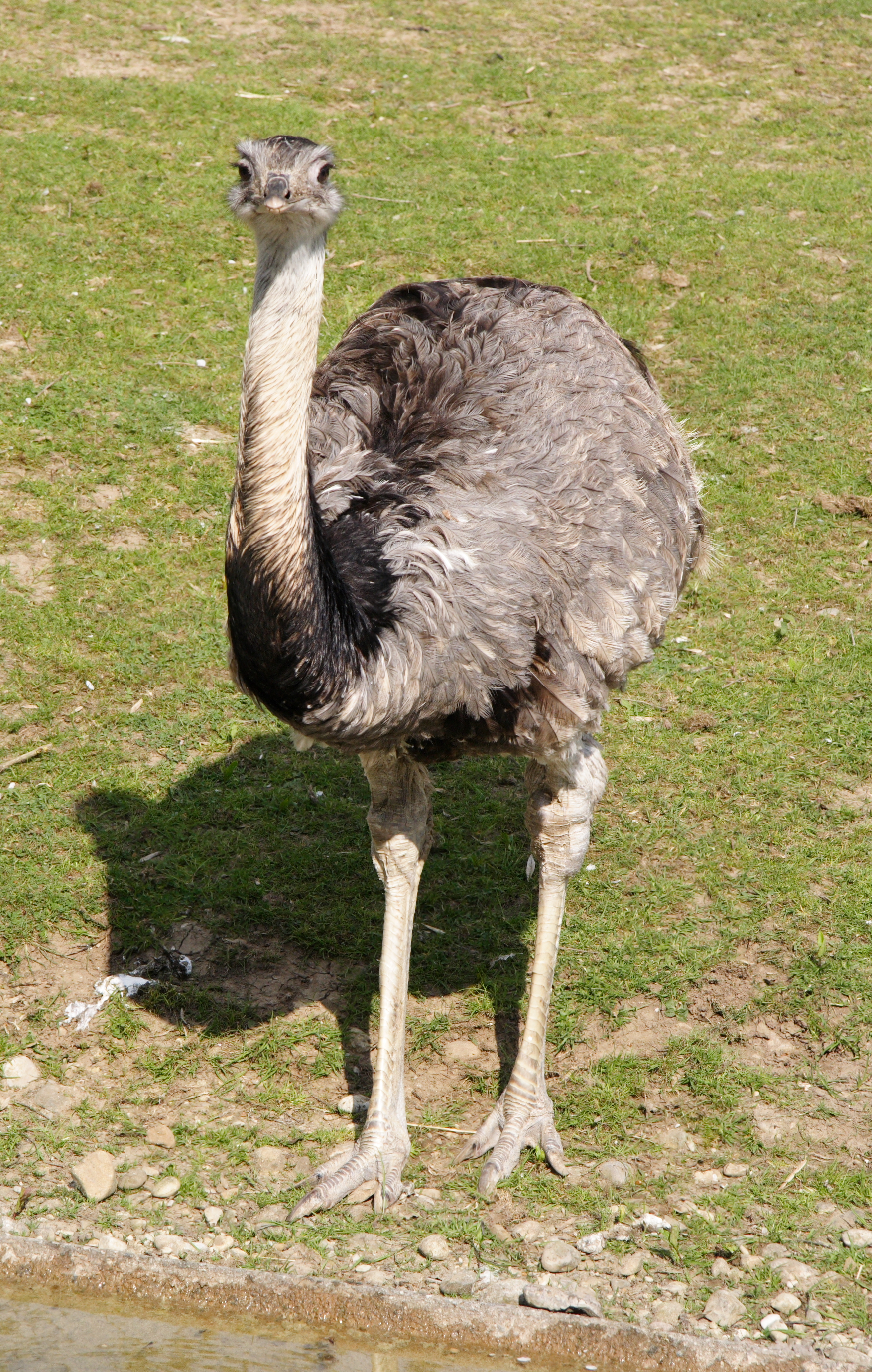
El ñandú es una especie cada vez más rara en esta ecorregión.

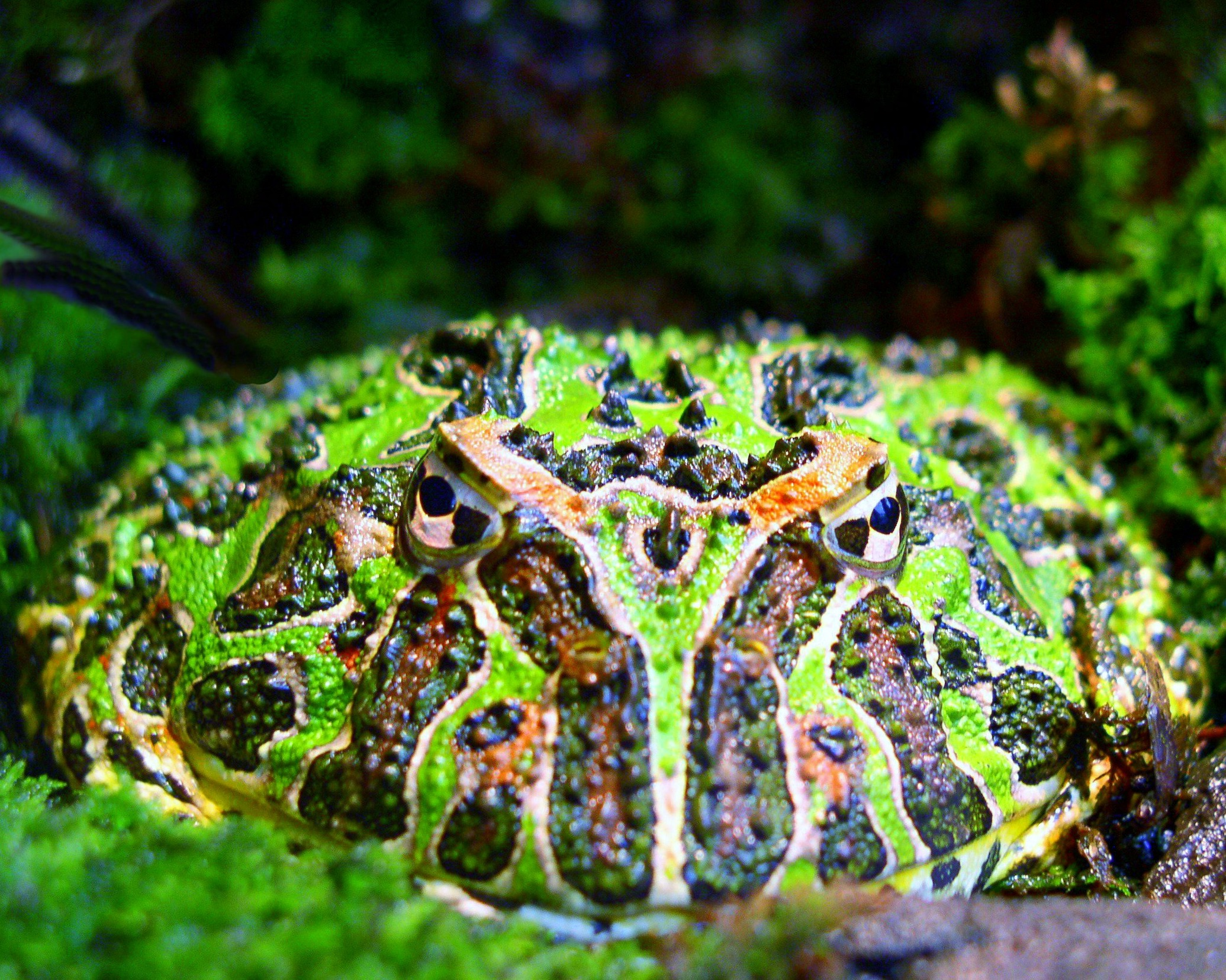
El escuerzo común es un anfibio característico de esta ecorregión.

Esta ecorregión en el pasado supo distribuirse de manera ininterrumpida (a diferencia del presente, que manchas urbanas de cemento la interrumpen) en el centro-este de la Argentina; más específicamente en: la Ciudad Autónoma de Buenos Aires, la Provincia de Buenos Aires (en su mayor parte), la de Santa Fe (sur)  y Entre Ríos (centro y sur), desde el nivel marino hasta poco más de 500 m s. n. m.

## Características geográficas

### Relieve
El relieve mayoritariamente es una penillanura o una llanura perfecta. En el sector sur, como islas en medio de la llanura e islas de otros ecosistemas similares, cortan el horizonte algunas sierras de pocos cientos de metros de altitud, las que crean hábitats para especies rupícolas endémicas.

### Suelos
Sus suelos se originan en el rellenado eólico de una gran fosa de hundimiento tectónico. En general se presentan con horizontes subsuperficiales arcillosos, y superficiales pardos o negros, de texturas finas, con limos típicos del loess pampeano, ricos, semiprofundos, fértiles, con altos contenidos de materia orgánica y nutrientes; son clasificados como molisoles, poseyendo excelente aptitud agrícola lo que, junto a la proximidad a los grandes puertos, ha motivado su aprovechamiento, desarrollándose en ellos una de las mayores áreas productivas en el mundo, perdiéndose con ello la comunidad ecorregional original casi por completo.

## Características biológicas

### Flora
El ecosistema natural, estepas totalmente carentes de bosques, exceptuando en áreas marginales o ecotonales. Sólo presentaba comunidades arbustivas en las áreas serranas.
Fitogeográficamente, esta ecorregión comprende varios distritos de la provincia fitogeográfica pampeana. El sector de Entre Ríos, parte del sur de Santa Fe, y el extremo norte del interior de la Provincia de Buenos Aires se incluyen en el distrito fitogeográfico pampeano uruguayense. La Ciudad Autónoma de Buenos Aires, una pequeña parte del sur de la Provincia de Santa Fe y todo el norte, centro y este de la Provincia de Buenos Aires hasta el pedemonte de los cordones serranos del sistema de Tandilia, hacia el sudeste hasta las costas del mar Argentino del océano Atlántico se incluyen en el distrito fitogeográfico pampeano oriental.
El área del centro-sur del interior de la Provincia de Buenos Aires, desde el pedemonte norte de los cordones serranos del sistema de Tandilia, sumados a todo este sistema, desde Olavarría, pasando por Azul, Tandil, Balcarce, y concluyendo en el mar Argentino en Mar del Plata, más el sector oriental del área interserrana que la separa del sistema de Ventania; se corresponde con el distrito fitogeográfico pampeano austral.

### Fauna
Entre tantos animales, esta la cabra del monte, el gato montés, la perdiz montaraz, el puma, el zorro gris y el zorrino. Los animales de la región varía según la altura. Existen caburés, comadrejas, cuises, lagartos, murciélagos, palomas montaraces, perdices serranas, ranas, sapos comunes  y zorros. Mientras que en las zonas más altas, hay águilas, halcones, lagartos, picaflores y los zorros colorados.

#### Mamíferos
Entre las especies mastozoológicas características, las poblaciones de muchos taxones de esta ecorregión se encuentran extintas o muy amenazadas, por ejemplo el yaguareté austral (Panthera onca palustris) —hoy extinto de la ecorregión—, el guanaco austral (Lama guanicoe guanicoe) —extinto de la ecorregión—, el puma pampeano (Puma concolor cabrerae) —también prácticamente extinto—, la mara —muy rara—, la vizcacha (Lagostomus maximus) —cada vez más rara—, destacando especialmente el venado de las pampas argentinas (Ozotoceros bezoarticus celer) otrora abundante, pero hoy limitado a unos pocos rebaños.
En cambio, son comunes el gato montés (Leopardus geoffroyi), el zorro pampa (Dusicyon gymnocercus), el zorrino (Conepatus chinga), el hurón mediano (Galictis cuja), el cuis pampeano (Cavia aperea), la nutria (Myocastor coypus), y la comadreja overa (Didelphis albiventris).

#### Aves
Entre las especies ornitológicas características, las poblaciones de muchos taxones de esta ecorregión se encuentran extintas o muy amenazadas, por ejemplo la loica pampeana hoy muy rara en la ecorregión, el ñandú cada vez más raro, el cauquén colorado –también prácticamente extinto—, la martineta colorada recuperándose, la martineta copetona recuperándose, y la perdiz chica afectada por agroquímicos.